# Moulin A. Coutu

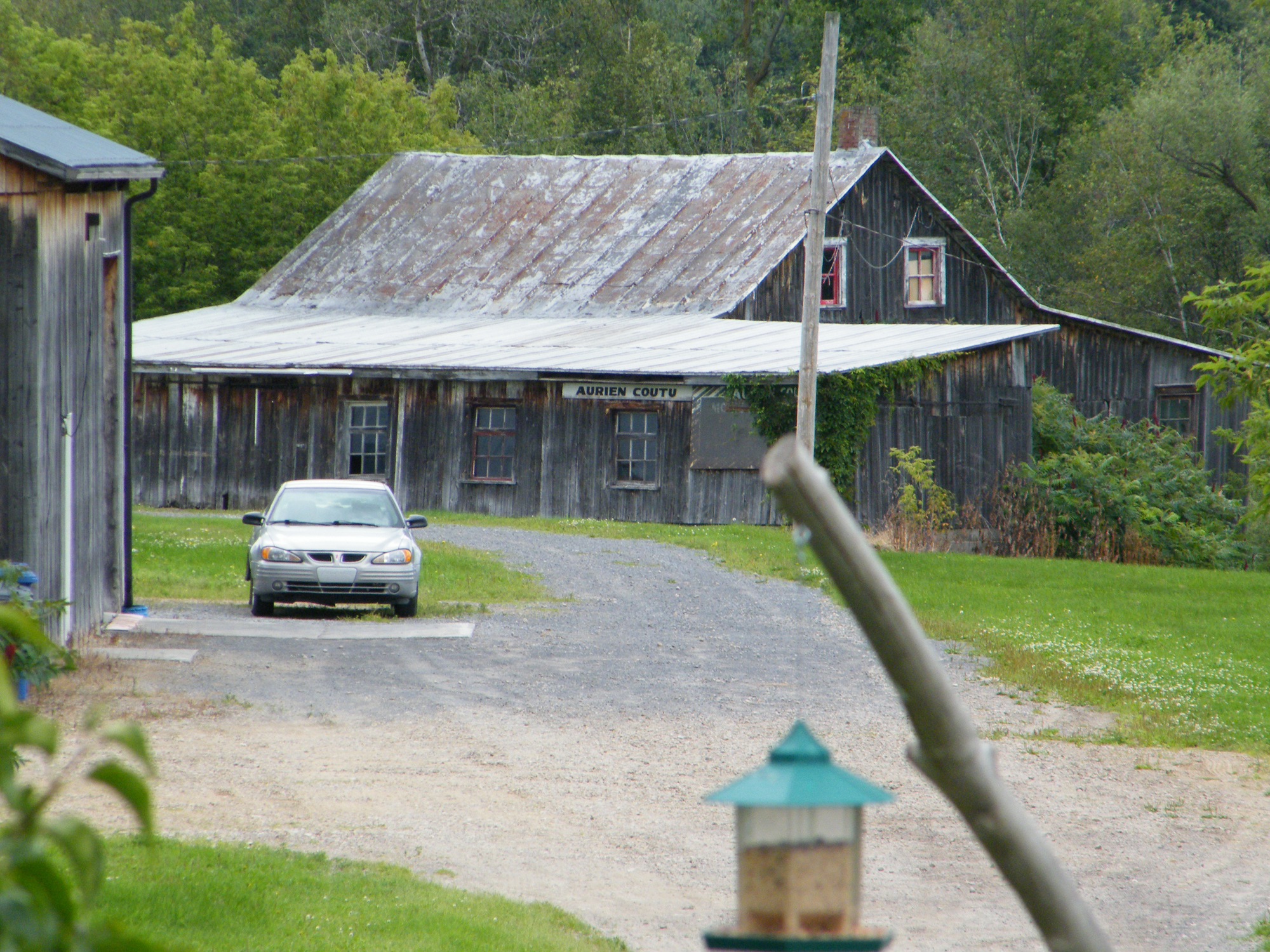
Moulin A. Coutu à Saint-Félix-de-Valois

Le Moulin à eau A. Coutu de Saint-Félix-de-Valois est l'un des derniers moulins à eau du Québec au Canada. Construit en 1850, il est situé le long de la rivière Bayonne.

## Identification
- Nom du bâtiment : Moulin à eau A. Coutu
- Adresse civique : 3640 rang de la Rivière (route 345)
- Municipalité : Saint-Félix-de-Valois
- Rivière : Bayonne
- Propriété : Privée

## Construction
- Date de construction : 1850
- Nom du constructeur :
- Nom du propriétaire initial :

## Chronologie
- Évolution du bâtiment :
  - 1850 : Construction d'un moulin à cardes
  - 1914 : Le fils du premier propriétaire le transforme en moulin à farine en y ajoutant une moulange de type Olgivie[1]
  - 1926 : Napoléon Coutu et son fils Léopold construisent un bluteau[2]
- Occupants ou propriétaires[2] :
  - 1850 : ...
  - 1926 : Napoléon Coutu
  - 1959 : Aurien Coutu
  - 1993: Sylvain Desrosiers et Carole Aubin
  - 2002 : Ferme Éliro (Éliette et Rodrigue Tremblay), de La Doré (Lac Saint-Jean)
- Meuniers :
  - 1926 : Napoléon Coutu
  - 1959 : Aurien Coutu
  - 1993: Sylvain Desrosiers
  - 2002 : Alain Coutu (le fils d'Aurien et petit fils de Napoléon Coutu) est le dernier Meunier à avoir moulu le grain
  - dans le vieux moulin[2].
- Transformations majeures :
  - 1914 : Transformation du moulin à cardes en moulin à farine
  - 1995 : Construction du moulin biologique par Mr Sylvain Desrosiers

## Mise en valeur
- Constat de mise en valeur : Le moulin n'est pas ouvert au public. Il est visible de la route.
- Site d'origine : Oui
- Constat sommaire d'intégrité :
- Responsable :